# カケス
カケス（橿鳥、懸巣、鵥、学名：Garrulus glandarius）は、鳥綱スズメ目カラス科カケス属に分類される鳥。学名はラテン語で Garrulus が「おしゃべり」、 glandarius は「ドングリ(の好きな)」を意味する。

## 分布
アフリカ大陸北部、ユーラシア大陸の中部から南部にかけて分布。日本では九州以北で繁殖する留鳥で、北部に生息するものは冬季に南に移動する。年により移動する個体数には変動があり、これは餌とする木の実の量に依存するものと考えられる（量が少ないときには、餌を求めて移動する）。

## 形態
全長約33cm。成鳥は額から頭のてっぺんまでが白と黒のまだら模様で喉、腹は白色、目の周りや尾羽は黒く後頭部、背面、胸部等は葡萄褐色。羽の色が美しく特に基部は黒、白、青がだんだら模様を作っている。くちばしは鉛色で先が黒い。雌雄同色である。

## 生態
日本においては屋久島以北の平地、山地の森林に生息する。繁殖期は縄張りを形成する。
食性は雑食で昆虫類が主食だが果実、種子等も食べる。他の小鳥のひなを食べることもある。また信州・美濃地方では「カシドリ」の異名もありカシ、ナラ、クリの実を地面や樹皮の間等の一定の場所に蓄える習性がある。冬は木の実が主食となり、蓄えたそれらの実を食べて冬を越す。しかし貯蓄場所に戻らないこともあり、それが森の再生に重要な役割を果たしている。
繁殖形態は卵生。マツ、スギなどの樹の上3-10mのところに木の枝を使って皿状の巣を作る。1腹5-6個の卵を産む。抱卵期間は16-17日で、雌雄協同で抱卵する。雛は17-20日で巣立ちする。
蟻浴を行うことがある。
「ジェー、ジェー」としわがれた声で鳴く。英語名の『Jay』はこの鳴き声に由来する。また他の鳥の鳴き声や物音を真似するのが巧く、林業のチェーンソーや枝打ち、木を倒す時の作業音を「ジェージェー」の間奏を入れつつ再現することもある。飼い鳥として人に慣れたものは人語の真似までする。

## 亜種
約30亜種に分類される。

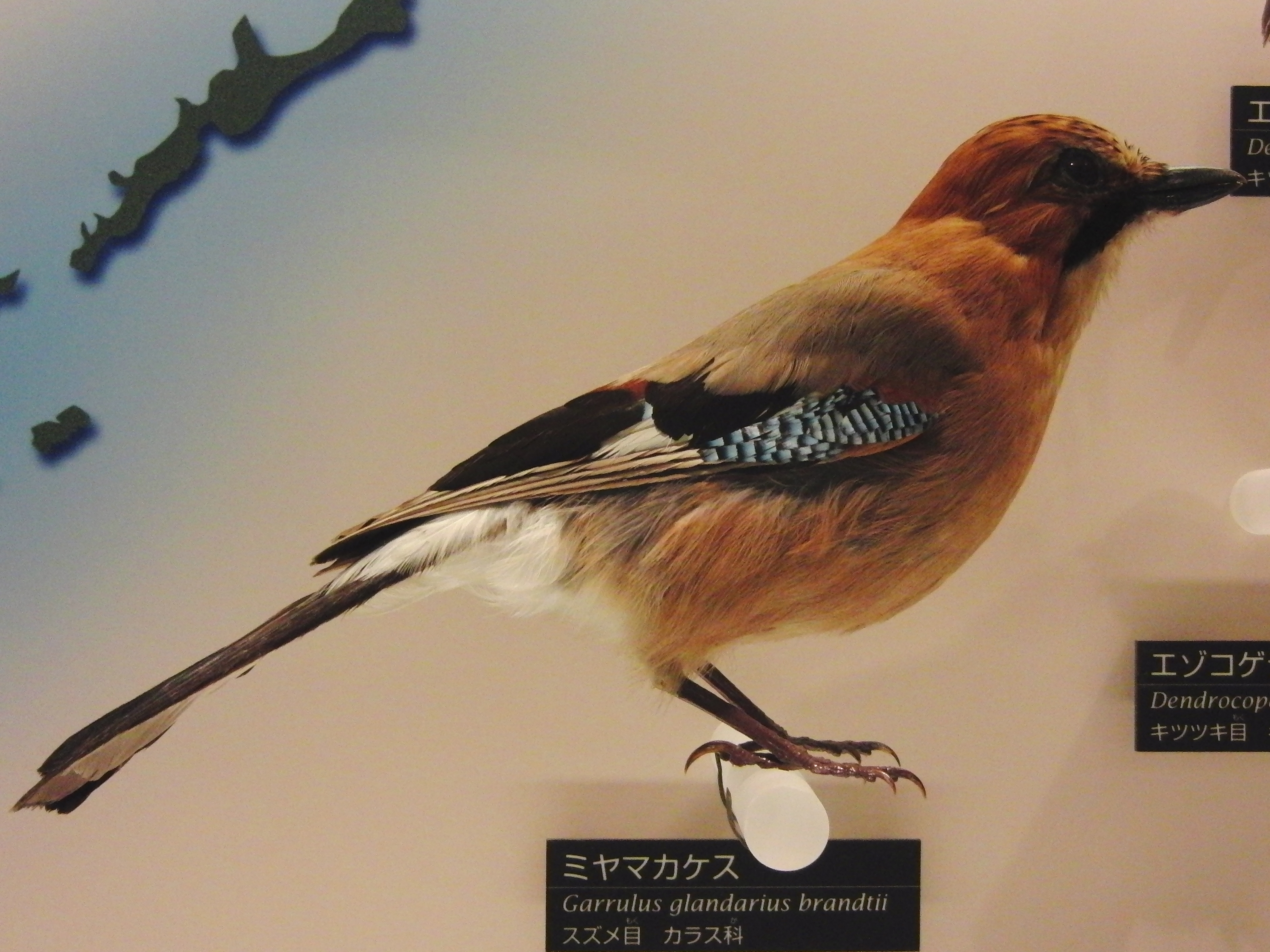
ミヤマカケスの剥製（国立科学博物館の展示）

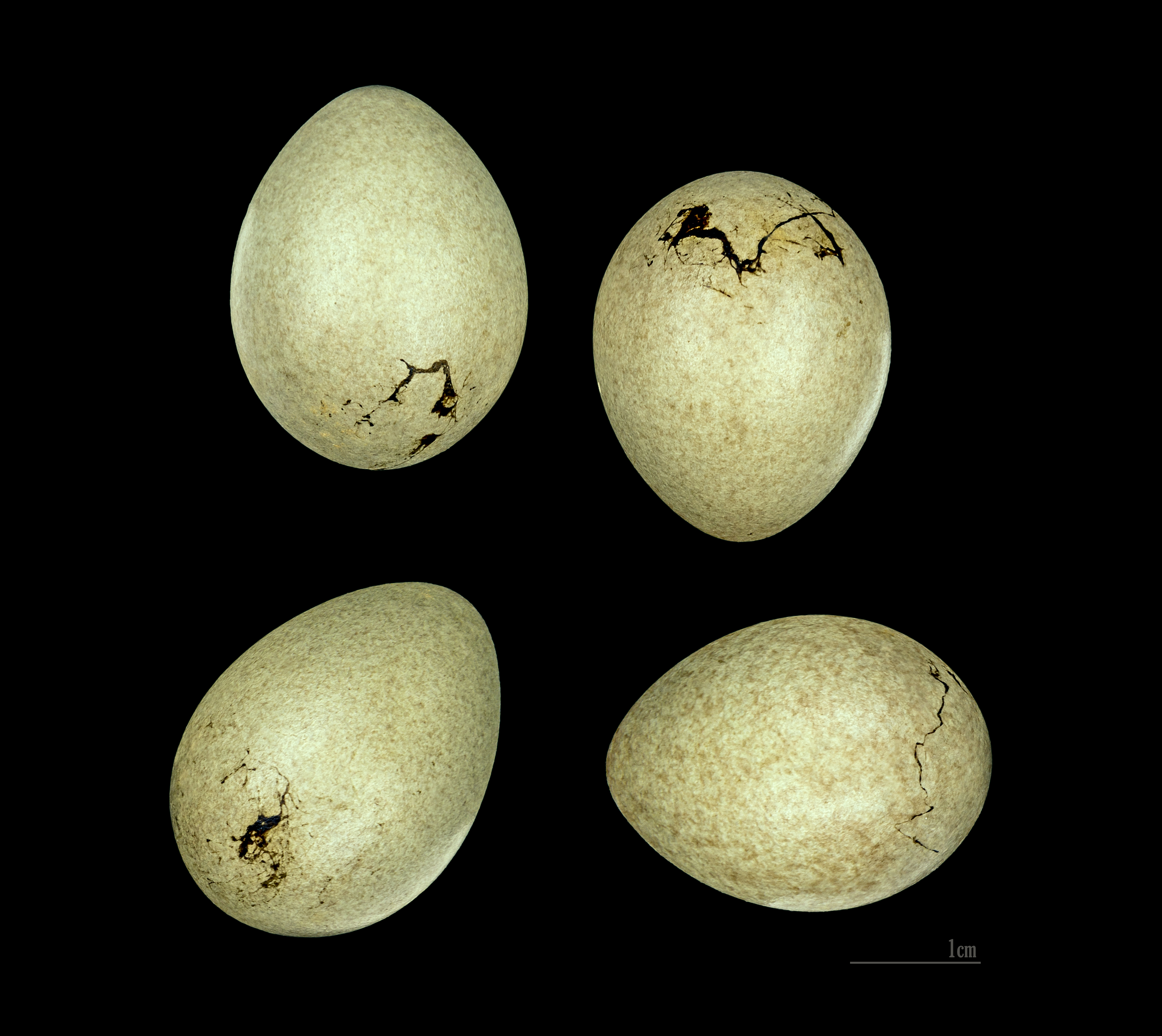
Garrulus glandarius の卵

- Garrulus glandarius brandtii　ミヤマカケス
- Garrulus glandarius japonicus　カケス

など。

## 意匠
1998年（平成10年）2月23日発売され、2014年（平成26年）3月31日まで販売された160円普通切手の意匠になった。